# Fluchstein

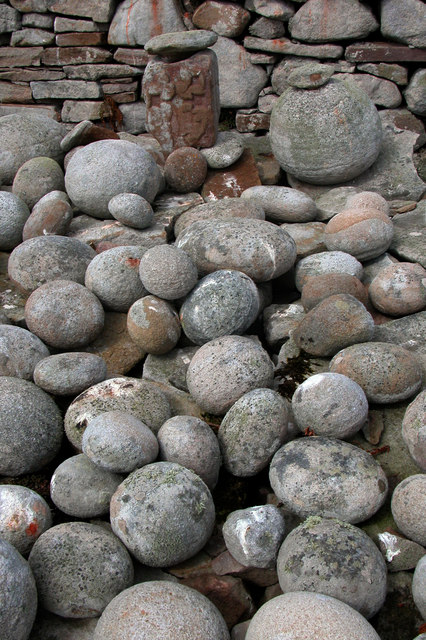
Cursing Stones auf Inishmurray

Fluchsteine, englisch „cursing stones“, „cure“ oder „curse stones“, sind Steine, mit denen Mitmenschen mit einem Fluch oder Schadenzauber belegt werden sollten. Sie ähneln dabei in ihrer Wirkung den griechisch oder lateinisch beschrifteten Fluchtafeln (defixio), die in den Bereichen der antiken griechischen und römischen Kultur Verwendung fanden. Im nördlichen Europa nutzten die Kelten solche Steine, um damit Glück oder Unglück heraufzubeschwören.
Um Menschen aus der Ferne durch magische Handlungen Schaden zuzufügen, gibt es in einigen Kulturen auch figürliche Gegenstände wie beispielsweise Voodoopuppen oder Atzmänner, aber auch Fluchglocken oder Fluchtöpfe (afrikanische Nungus).

## Keltische Fluchsteine
Einige inselkeltischen Sagen berichten, dass rituelle Umzüge, aber auch jede andere Drehbewegung, im Sonnenlauf – also im Uhrzeigersinn (deisel) – erfolgen mussten, wenn sie eine positive Wirkung hervorrufen sollten. Gegen den Uhrzeigersinn ausgeführte Rituale riefen Unglück oder Verfluchung hervor. Dies wurde auch bei der Verwendung von Fluchsteinen beachtet: Auf einen Altarstein, eigentlich ein Bullaun (Steinsockel, -quader), wurden ein oder mehrere Fluchsteine gelegt und der Altar dann gegen den Uhrzeigersinn umschritten, wenn man jemanden verfluchen wollte. Bewegte man sich in die Gegenrichtung, so sollte es eine Heilwirkung hervorrufen. Damit wurde der Fluchstein zum Wunschstein. Auch heute noch werden bei den irischen Pilgerfahrten die stations mit den bullauns in Sonnenlauf-Richtung umschritten. Die Fluchsteine waren meist abgerundete Kiesel. Solche Steine sind auf einem „Altar“ vor dem Kloster Inishmurray (County Sligo, Irland) zu sehen.
Fluchsteine sind fast ausschließlich aus der Überlieferung im Westen und Nordwesten Irlands bekannt. In Irland und den gälischen Teilen Schottlands sind es Steine, die einen frühkirchlichen Bezug haben und in der Regel auf einem Wunder eines frühchristlichen Heiligen beruhen. Darauf verweist auch das christliche Kreuz auf dem Fluchstein, der 2012 auf der schottischen Insel Canna gefunden wurde. In Irland sind wenige Fluchsteine erhalten, die anderen wurden von der katholischen Kirche während des frühen 19. Jahrhunderts zerstört.
Bei den Festlandskelten war der Brauch der Fluchsteine ebenfalls bekannt, wie die große Anzahl der beim Vosegus-Heiligtum im Donon-Massiv (in den Vogesen im Elsass) gefundenen Sandsteinkugeln zu beweisen scheint. Sie waren hühnereigroß, und da sie nicht in der Nähe von Grabstellen lagen, ist an diesem Ort eine Gabe an chthonische Götter eher auszuschließen.

## „Cursing stone“ von Canna
Auf der Hebriden-Insel Canna wurde ein kleinerer Cursing stone (hier im Sinn von „verfluchter Stein“) gefunden, der als erster derartiger Fund Schottlands gilt. Er wurde vermutlich um das Jahr 800 geschaffen. Gefunden wurde der rund 25 Zentimeter große Stein auf einem alten Friedhof. Auf einer Seite ist ein schlichtes Kreuz eingeritzt. Er passt exakt in eine Vertiefung in einem rechteckigen Stein am Fuße des Canna Kreuzes. Katherine Forsyth, Expertin für Kultur und Geschichte der frühen keltisch sprechenden Völker, bewertete diesen Fund als außerordentlich wichtig, da derartige Steine bisher nur aus Irland bekannt waren. Zudem handelt es sich um einen seltenen Ober- oder Deckstein. Gewöhnlich stammen diese Steine aus der frühchristlichen Zeit und wurden bis in die Neuzeit von Pilgern benutzt. Dabei wird der Oberstein im Uhrzeigersinn (glückverheißend) gedreht, während ein Gebet gesprochen wird.

## Moderner Fluchstein

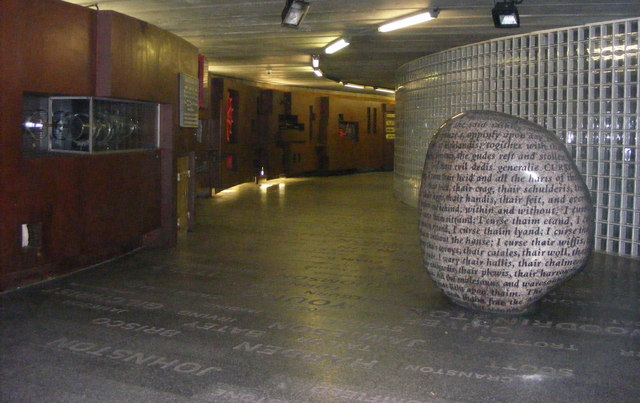
Der Fluchstein, Millennium Bridge Subway in Carlisle, Foto von 2007

Es gibt auch im 21. Jahrhundert eine überregional bekannt gewordene Geschichte über die Wirkung eines solchen Fluchsteins. So wurde in der nordenglischen Stadt Carlisle im Jahr 2000 für eine Fußgängerunterführung ein nachempfundener Fluchstein aus Granit als Kunstwerk bei dem Bildhauer Gordon Young in Auftrag gegeben, dem von einigen Bürgern, darunter dem liberal-demokratischen Stadtrat und Hexenaufspürer Jim Tootle, nachgesagt wird, dass nach der Errichtung des 14 Tonnen schweren Kunstobjektes die Stadt von mehreren Katastrophen heimgesucht wurde. Unter anderem von der Maul- und Klauenseuche oder von verheerenden Überschwemmungen im Jahr 2005. Zudem sei auch die Arbeitslosigkeit stark angestiegen und der Fußballclub Carlisle United in der Relegation 2004 erfolglos geblieben. Man forderte daher die Zerstörung des Blocks. Der Stein ist von dem Künstler mit einem Fluch des Erzbischofs von Glasgow versehen worden, der den Ort im Jahr 1525 gegen Plünderer schützen sollte. Um die anhaltend negative Wirkung für Carlisle abzuschwächen, verlangten christliche Gruppen, darunter der Bischof von Carlisle, Graham Dow, den Stein mit dem Wort Gottes aus dem Brief des Paulus an die Philipper, Kapitel 4, Vers 6, zu segnen und damit die Stadt zu erlösen.

## Sagen, Legenden, Rezeption
Der Fluchstein (Pflugstein) von Herrliberg am Zürichsee ist ein großer Findling. Er entstand, als zwei Liebende durch einen Fluch des Vaters von einem Blitz getroffen wurden und anschließend in der Erde versanken.
Samuel Ferguson beschreibt in dem Gedicht The Burial of King Cormac, wie Cormac mac Airt mit einem Fluchstein verflucht wird, weil er sich von den heidnischen Göttern abgewandt hatte. Nach seiner Bestattung zeigte jedoch ein  Wunder, dass der Glaube an den einen Gott mächtiger ist als alle Verwünschungen durch die Druiden.
In Gesellschafts- oder Computerspielen können ebenfalls Fluchsteine vorkommen, beispielsweise in „Barbarossa und die Rätselmeister“, dem Spiel des Jahres 1988.